# Zazamarolahy
Les Zazamarolahy constituent un groupe de la noblesse malgache du royaume d'Imerina, accessible seulement par la naissance, contrairement à celui des Andriamasinavalona.
Les Zazamarolahy avaient droit au tranomasina - maisonnette en bois construite sur la tombe - à l’exception des descendants des princes d'Imamo, intégrés ultérieurement. Ils possédaient des fiefs princiers appelés vodivona, uniquement peuplés de nobles et d'hommes libres, contrairement aux fiefs menakely comprenant aussi des serfs et des esclaves. À l’avènement d'un nouveau roi, ils devaient obligatoirement renouveler leur allégeance ; les résistants étaient mis à mort.
La catégorie des Zazamarolahy fut créée par le roi Andriamasinavalona (1675-1710) qui partagea le royaume d'Imerina entre quatre de ses fils : Andriantsimitoviaminandriana, Andrianjakanavalomandimby, Andriantompoinimerina et Andrianavalonimerina.
Elle comprenait exclusivement leur descendance, seuls andriana (nobles) alors habilités à régner. Le groupe suivant, les Andriamasinavalona, se composait des descendants des autres fils et des autres parents du roi, auxquels s’ajoutèrent par la suite des anoblis.
Par la suite, Andrianampoinimerina (1787-1810), souverain du royaume d'Ambohimanga, réunifia le royaume d'Émyrne. Il instaura au sein des andriana un nouvel ordre qui persista jusqu'à la colonisation française. Le groupe régnant fut désormais celui des Zanakandriana, d’où serait issue la reine Ranavalona. Les Zazamarolahy furent repoussés à la deuxième place et le roi fit entrer dans leurs rangs les princes d’Imamo, sans toutefois leur accorder le privilège de construire de tranomanara (maison tombale).

D'un point de vue juridique, le terme "zazamarolahy" désignait un ensemble de familles descendants des quatre, "l'administrateur" des terres du royaume portait le Titre de Tompombodiovona (Seigneur des vodivona) domaine semi-héréditaire; Le Tompombodivona avait :
- le pouvoir judiciaire
- le pouvoir religieux
- le pouvoir militaire
- et évidemment il administrait sa province, percevait les impôts etc ...
- il pouvait transmettre son domaine à sa descendance ainsi que son titre (Tompombodivona) si le roi ne s'y opposait pas (qui en théorie s'opposait rarement).

Finalement Zazamarolahy, désigne une ascendance, une appartenance à une famille historique et tompombodivona un rang qui était strictement réservé aux membres de cette lignée.
Le titre et la fonction de Tompombodivona s'est vidée de sa substance avec l'émergence du Premier Ministre en tant que chef du gouvernement malgache (après la mort de Radama II, période qui voit l'association des Hovas au pouvoir politique. Il finit par disparaître complètement avec l'invasion coloniale française de 1895.